# Pegomya nigrifrons
Pegomya nigrifrons är en tvåvingeart som först beskrevs av Macquart 1835.  Pegomya nigrifrons ingår i släktet Pegomya och familjen blomsterflugor.
Artens utbredningsområde är Frankrike. Inga underarter finns listade i Catalogue of Life.